# Gudziewicze (gmina)
Gudziewicze (alt. Hudziewicze) – dawna gmina wiejska istniejąca do 1939 roku w woj. białostockim (obecnie na Białorusi). Siedzibą gminy były Gudziewicze.
W okresie międzywojennym gmina Gudziewicze należała do powiatu grodzieńskiego w woj. białostockim. Według Powszechnego Spisu Ludności z 1921 roku gminę zamieszkiwało 3.878 osób, 1.782 było wyznania rzymskokatolickiego, 2040 prawosławnego a 56 mojżeszowego. 3.052 mieszkańców zadeklarowało polską przynależność narodową, 822 białoruską a 4 niemiecką. Było tu 724 budynków mieszkalnych.
16 października 1933 gminę Gudziewicze podzielono na 26 gromad: Burniewo, Chmielisko, Ciniewicze, Dublany, Grzybowce, Gudziewicze, Hanosowce, Kulowszczyzna, Latki, Marcianowce, Miesztuny, Mitkiewicze, Nacewicze, Nikanowce, Odźwierna, Ostrowo, Pietraszowce, Piłki, Poczujki, Radziewicze, Sedejki, Siedzieniewicze, Siemaszki, Siemierenki, Struga i Suwaki (Suhaki).
Po wojnie obszar gminy Gudziewicze wszedł w struktury administracyjne Związku Radzieckiego.